# Mine de Oued Amizour
La mine de zinc-plomb d'Oued Amizour se situe en Algérie, dans la région d'Oued Amizour, à la frontière des daïras de Tichy et d'Amizour, et divisé entre les communes de Tala Hamza et d'Amizour, près du village d'Aït Bouzid (Izghrayen) dans la wilaya de Béjaïa, en Algérie.
Un projet, dont les études de faisabilité et les procédures administratives ont été finalisées en juillet 2023, vise à exploiter ce gisement.

## Contexte et développement
Le gisement couvre une superficie de 234 hectares et possède des réserves estimées à 34 millions de tonnes. Ce projet minier est décrit comme une « mine de référence mondiale » par les autorités algériennes.
Le  projet d'exploitation du gisement de zinc et de plomb fait l'objet de la signature d'un contrat, signé le 2 novembre 2024,  entre la joint-venture algéro-australienne Western Mediterranean Zinc (WMZ) et la société chinoise Sinosteel (en). Ce contrat comprend la réalisation de la mine de zinc et de plomb et la construction d'une usine de traitement avec une capacité de 170 000 tonnes de zinc et 30 000 tonnes de plomb par an,.
L’exploitation de la mine, est prévue pour une durée de 19 ans à partir de 2026 et doit être « enterrée », afin de limiter les risques écologiques.

## Impact économique et social
Selon la communication du gouvernement, le projet de la mine de zinc-plomb d'Oued Amizour devrait avoir des retombées économiques et sociales importantes. Il est prévu que le projet génère 700 emplois directs,  et 4 000 emplois indirects, contribuant ainsi au développement économique de la région de Béjaïa. En plus de satisfaire la demande nationale en zinc et plomb, la production excédentaire sera destinée à l'exportation.
Toutefois selon les remarques d'habitants, membres d'associations, l’exploitation minière crée bien moins d'emplois que l’agriculture ou le tourisme.

## Impact environnemental et sanitaire, opposition locale
L'impact de l'exploitation minière de Oued Amizour sur l'environnement et sur la santé des habitants fait l'objet de préoccupations importantes au sein de la société civile,. Ainsi à proximité de la mine les zones sensibles du mont Gouraya et de la vallée de la Soummam sont concernées. Kamel Aïssat, un universitaire de Batna, par ailleurs membre de la direction du Parti socialiste des travailleurs, signale que l’étude d'impact réalisée en 2020, ne mentionne pas le classement depuis 2009 de la vallée de la Soummam en Site Ramsar, destiné à préserver et conserver les zones humides.
Des habitants d'Amizour et de Tala Hamza s'opposent à l'exploitation de la mine pour ces motifs écologiques,. Des associations organisent des réunions publiques pour informer la population du projet. Des manifestations regroupant plus de 200 habitants se tiennent, mais celles-ci sont peu mentionnées par les médias algériens, seuls Berbère Télévision et Radio M les évoquent.